# Werner Olk
Werner Olk (* 18. ledna 1938, Ostróda) je bývalý německý fotbalista, obránce. Po skončení aktivní kariéry působil jako trenér.

## Fotbalová kariéra
Začínal v SV Arminia Hannover. V německé bundeslize hrál za FC Bayern Mnichov, se kterým vyhrál v roce 1969 bundesligu a třikrát německý pohár. Kariéru končil jako hrající trenér ve švýcarské druhé lize v týmu FC Aarau. V Poháru vítězů pohárů nastoupil v 17 utkáních a ve Veletržním poháru nastoupil ve 3 utkáních. S Bayernem vyhrál v roce 1967 Pohár vítězů pohárů. Za západoněmeckou reprezentaci nastoupil v roce 1961 v přátelském utkání v Polsku.

## Ligová bilance
| Ročník                                    | Zápasy | Góly | Klub                |
| ----------------------------------------- | ------ | ---- | ------------------- |
| Fußball-Oberliga Süd 1956/1957            | -      | -    | SV Arminia Hannover |
| Fußball-Oberliga Süd 1960/1961            | 27     | 2    | FC Bayern Mnichov   |
| Fußball-Oberliga Süd 1961/1962            | 29     | 0    | FC Bayern Mnichov   |
| Fußball-Oberliga Süd 1962/1963            | 20     | 0    | FC Bayern Mnichov   |
| 2. německá fotbalová Bundesliga 1963/1964 | 17     | 0    | FC Bayern Mnichov   |
| 2. německá fotbalová Bundesliga 1964/1965 | 29     | 0    | FC Bayern Mnichov   |
| Německá fotbalová Bundesliga 1965/1966    | 28     | 0    | FC Bayern Mnichov   |
| Německá fotbalová Bundesliga 1966/1967    | 32     | 1    | FC Bayern Mnichov   |
| Německá fotbalová Bundesliga 1967/1968    | 32     | 0    | FC Bayern Mnichov   |
| Německá fotbalová Bundesliga 1968/1969    | 34     | 1    | FC Bayern Mnichov   |
| Německá fotbalová Bundesliga 1969/1970    | 18     | 0    | FC Bayern Mnichov   |
| CELKEM Německá fotbalová Bundesliga       | 220    | 4    |                     |